# Donkey Kong II

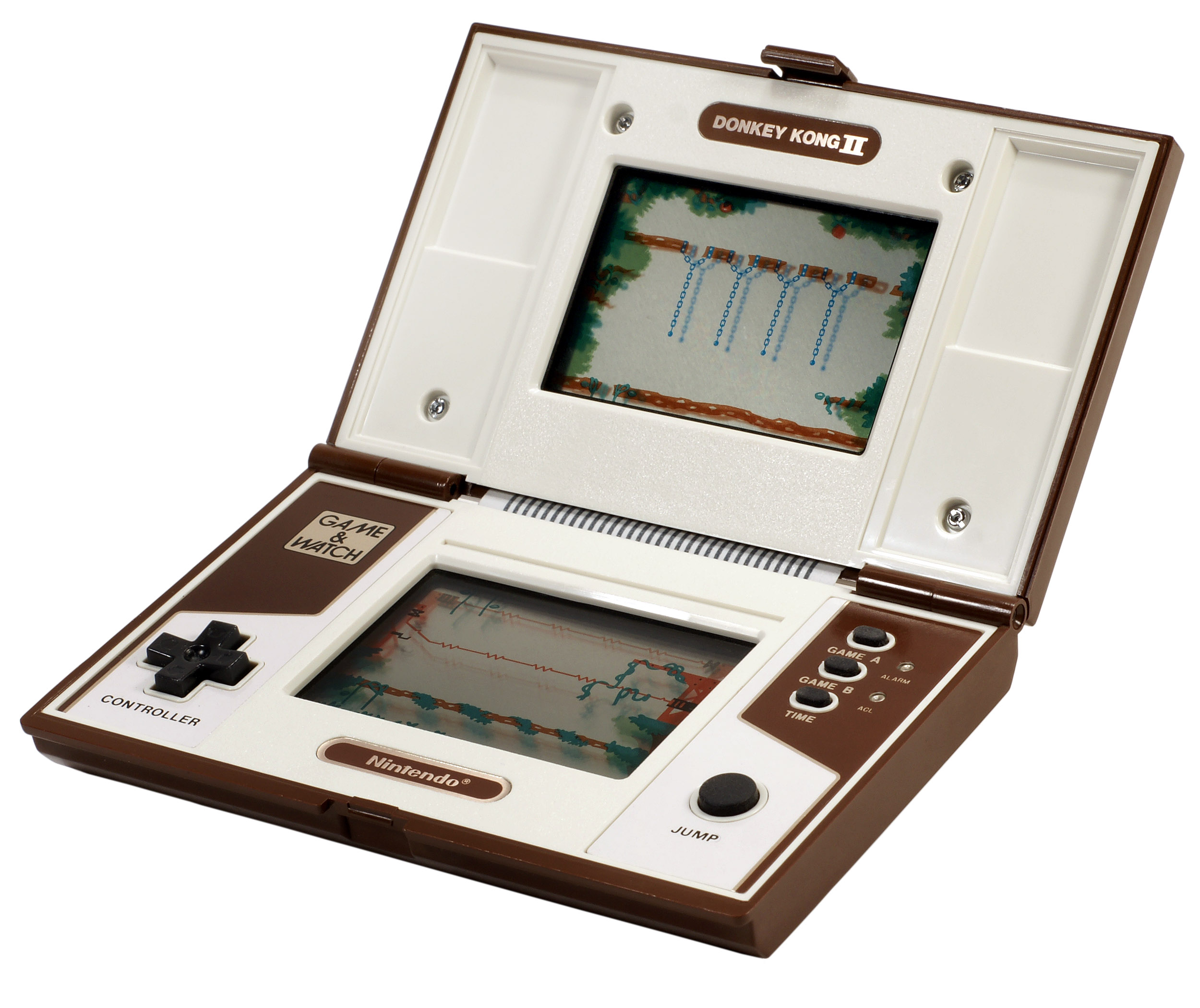
Version Game & Watch de Donkey Kong II.

Donkey Kong II est un jeu électronique à cristaux liquides de plate-forme, le cinquième modèle de la série multiscreen sorti en format Game & Watch en 1983 et développé par Nintendo R&D1. Il s'agit d'une adaptation de Donkey Kong Jr. Le gameplay est beaucoup plus riche que le premier épisode. Les décors sont également plus colorés et la mise en scène plus travaillée. Il s'est vendu à plus d'un million d'exemplaires dans le monde entier,.

## Synopsis
Le personnage éponyme Donkey Kong (ドンキーコング, Donkī Kongu), signifiant littéralement « l'Âne Gorille », est cette fois retenu prisonnier par Mario.
Donkey Kong Jr., le fils de Donkey Kong, doit délivrer son père en récupérant une clé qui lui servira à ouvrir les cadenas les uns après les autres, tout en évitant des pièges, des étincelles électriques, ainsi que des oiseaux, dont tous contact fera perdre une vie au joueur.

## Système de jeu
Le joueur dirige Donkey Kong Jr. qui peut aller vers gauche, la droite, monter et descendre les échelles et les lianes, sauter et lancer les clés. Le joueur commence avec trois vies. À 300 points, une vie supplémentaire est attribuée avec un maximum de trois vies.
Un point est reçu chaque fois que Donkey Kong Junior saute par-dessus un piège ou une étincelle. Lorsqu'un cadenas est ouvert, de 5 à 15 points sont donnés selon le temps qu’il a fallu depuis le début du niveau. Quand les quatre cadenas sont ouverts et que Donkey Kong est libéré, 20 points supplémentaires sont accordés.
Quand un cadenas est ouvert et que Junior retourne à la position de départ pour lancer une nouvelle clé, et qu’il n’a jamais été tué dans le jeu, 5 points sont donnés.

### Déroulement du jeu
Le joueur qui dirige Donkey Kong Jr. démarre en bas du premier écran, et doit délivrer son père retenu prisonnier par Mario en haut du deuxième écran. Donkey Kong est attaché par quatre chaines, bloquée chacune par un cadenas. La clé qui ouvre les quatre cadenas se trouve au début du niveau. Le joueur commence par toucher la clé qui réapparait à l'écran supérieur, et doit ensuite escalader les lignes à haute tension du premier écran en évitant les pièges et les étincelles électriques. Une fois dans l'écran supérieur, le joueur touche à nouveau la clé qui réapparait vers l'un des cadenas de l’une des quatre chaîne. Donkey Kong Jr. monte à la liane se trouvant en dessous du cadenas tout en évitant les corbeaux avant de pouvoir le déverrouiller. Le joueur retourne alors au début du premier écran où une nouvelle clé est apparue. Une fois la quatrième chaine enlevée, Donkey Kong Jr. descend automatiquement récupérer son père dans la partie droite du deuxième écran, et le jeu recommence à une vitesse plus élevée.

### Niveaux de difficulté
Le jeu possède deux niveaux de difficulté.
Dans le mode Game A normal, tous les pièges, étincelles et oiseaux disparaissent au moment où Mario ouvre un cadenas, permettant à celui-ci de revenir plus facilement rechercher une nouvelle clé.
En revanche, en sélectionnant Game B et quand une clé est placée dans un cadenas, les pièges et les oiseaux restent à leur places, rendant la descente plus difficile.

### Scores
Le score maximum est de 999. Lorsque le score atteint 300 et que le joueur n’a perdu qu’une ou deux vies, une nouvelle vie est redonnée. Si aucune vie n’a été perdue à ce score, les points sont doublés jusqu’à ce qu’une vie soit perdue.

## Commentaires

### Autres fonctions
L’heure est affichée par la console et une alarme peut être définie. En plus de sonner, la console affiche une animation avec Mario qui frappe une cloche avec un marteau.

### Aspect extérieur

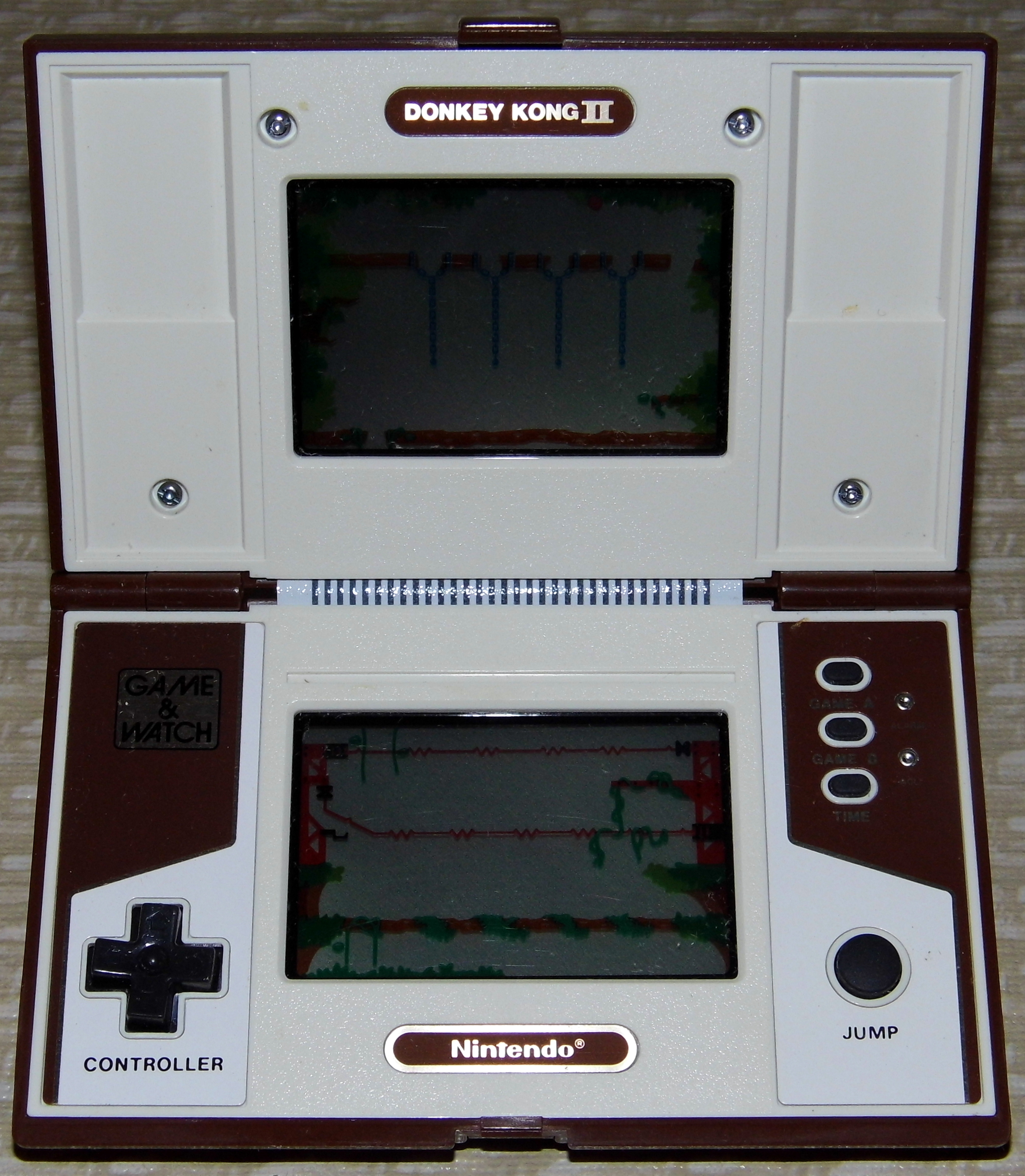
Donkey Kong II Game & Watch ouverte

- Ouverte, la console se compose de 2 écrans, d’un contrôleur Haut, Bas, Gauche, Droite, d’un bouton de Saut.
- Les autres boutons sont Jeux A (Game A), Jeux B (Game B), Heure (Time), Alarme et remise à zéro (Alarm & ACL)[6].

- La console se referme, protégeant les écrans et les touches.